# Свардсон, Ник
Николас Роджер Свардсон (англ. Nicholas Roger Swardson, род. 9 октября 1976 год, Миннеаполис) — американский актёр, сценарист и продюсер. Впервые снялся в фильме «Почти знаменит» (2000). Позже, его карьеру пополнили такие фильмы, как «Клик: С пультом по жизни» (2006), «Запасные игроки» (2006), «Реклама для гения» (2006), «Мальчик на троих» (2006), «Чак и Ларри: Пожарная свадьба» (2007), «Лезвия славы: Звездуны на льду» (2007), «Сказки на ночь» (2008), «Не шутите с Зоханом» (2008), «Мальчикам это нравится» (2008), «Такие разные близнецы» (2011), «Притворись моей женой» (2011), «Папа-досвидос» (2012). Всего с его участием насчитывается более 40 фильмов. Озвучивал персонажа Blake в полнометражном компьютерном анимационном фильме «Вольт» (2008).

## Ранние годы
Ник Свардсон родился в Миннеаполисе, в семье Роджера и Памелы Свардсон. Он был младшим ребёнком в семье — у него есть сестра Рэйчел и брат Джон.

## Карьера
Свою карьеру Ник Свардсон начал в возрасте 18 лет, выступая в комедийном клубе Миннеаполиса «Acme Comedy Co.». В 20 лет он начал выступать на Американском комедийном фестивале.

## Избранная фильмография
| Год       |   | Русское название                    | Оригинальное название               | Роль                   |
| --------- | - | ----------------------------------- | ----------------------------------- | ---------------------- |
| 2000      | ф | Почти знаменит                      | Almost Famous                       | Безумный фанат Боуи    |
| 2003      | ф | Разыскиваются в Малибу              | Malibu’s Most Wanted                | Мока                   |
| 2006      | ф | Реклама для гения                   | Art School Confidential             | Мэттью                 |
| 2006      | ф | Запасные игроки                     | The Benchwarmers                    | Хауи Гудман            |
| 2006      | ф | Клик: С пультом по жизни            | Click                               | Консультант в магазине |
| 2007      | ф | Лезвия славы: Звездуны на льду      | Blades of Glory                     | Гектор, фанат Джимми   |
| 2007      | ф | Чак и Ларри: Пожарная свадьба       | I Now Pronounce You Chuck and Larry | Кевин МакДонаф         |
| 2008      | ф | Не шутите с Зоханом                 | You Don't Mess with the Zohan       | Майкл                  |
| 2008      | ф | Мальчикам это нравится              | The House Bunny                     | фотограф Playboy       |
| 2008      | ф | Сказки на ночь                      | Bedtime Stories                     | Инженер                |
| 2011      | ф | Притворись моей женой               | Just Go with It                     | Эдди                   |
| 2011      | ф | Баки Ларсон: Рождённый быть звездой | Bucky Larson: Born to Be a Star     | Баки Ларсон            |
| 2011      | ф | Успеть за 30 минут                  | 30 Minutes or Less                  | Трэвис                 |
| 2011      | ф | Такие разные близнецы               | Jack & Jill                         | Тодд                   |
| 2012      | ф | Папа-досвидос                       | That's My Boy                       | Кэнни                  |
| 2013      | ф | Дом с паранормальными явлениями     | A Haunted House                     | экстрасенс             |
| 2013      | ф | Одноклассники 2                     | Grown Ups 2                         | Ник                    |
| 2014—2016 | с | ТрипТанк                            | TripTank                            | Бет                    |
| 2015      | ф | Пиксели                             | Pixels                              | жертва Pac-Man         |
| 2015      | ф | Нелепая шестёрка                    | The Ridiculous 6                    | Нелли Патч             |
| 2016      | ф | Всё по новой                        | The Do-Over                         | Боб                    |
| 2017      | ф | Сэнди Уэкслер                       | Sandy Wexler                        | Гэри Роджерс           |
| 2020      | ф | Не та девушка                       | The Wrong Missy                     | Нэйт                   |